# Ampere-ora
L'ampere-ora (simbolo Ah), è un'unità di misura della carica elettrica.

## Descrizione
Rappresenta la quantità di carica necessaria per erogare la corrente di un ampere per un'ora. È pari a 3 600 coulomb. Viene principalmente utilizzata per sapere in quanto tempo una batteria si esaurirà (es. una batteria da 1 Ah erogando continuamente 1 A si scaricherà in un'ora, erogando 500 mA si scaricherà in 2 ore). Inoltre, per le batterie ricaricabili, si utilizza per stimare il tempo di ricarica (es. per caricare una batteria da 1 Ah con una corrente costante di 500 mA ci vorranno 2 ore). Nei sistemi reali, a causa della complessità delle reazioni chimiche coinvolte e dello stato delle superfici degli elettrodi a contatto con gli elettroliti, picchi di assorbimento di corrente intensi scaricheranno la batteria più rapidamente rispetto a un assorbimento costante.
Per ragioni tecniche e commerciali, la capacità dichiarata fa riferimento a misurazioni effettuate sotto specifiche condizioni di scarica, come la durata fissata a 20 ore prima che la tensione scenda sotto un valore ancora accettabile, oppure a una corrente media di scarica pari a un valore fissato convenzionalmente. Un sottomultiplo dell'ampere-ora utilizzato per indicare la carica delle batterie elettriche, come quelle dei dispositivi mobili, è il milliamperora (mAh), pari a un millesimo di ampere-ora, vale a dire pari a 3,6 C.
È importante sapere che in nessuna batteria si ha una effettiva separazione di cariche pari al loro valore di Ah. Batterie del genere in realtà sono dei condensatori e riescono a mantenere separate le loro cariche fin quando sono collegate a un circuito, dopodiché inizieranno a scaricarsi (o caricarsi) seguendo un andamento esponenziale decrescente (o crescente) con costante di tempo pari alla loro capacità moltiplicata per la resistenza equivalente del circuito a cui è collegato. I condensatori sono solo occasionalmente utilizzati come piccoli generatori di tensione per brevi periodi in quanto i valori di capacità raramente superano il mF (eccetto per i supercondensatori, che possono raggiungere valori di migliaia di F, ma limitati a tensioni basse). Inoltre, una delle caratteristiche più importanti delle batterie è la loro costanza nell'erogazione, diversamente dai condensatori. Per questo, in qualsiasi tipo di batteria, la carica erogata è (brevemente) separata a livello molecolare direttamente al momento dell'utilizzo.

### Capacità di scarica (C-rate)
Il valore ampere-ora ("Ah") di una batteria indica la quantità di corrente che una batteria completamente carica, nel pieno del suo corretto ciclo di vita e a una temperatura ambiente di circa 25 °C, può fornire attraverso una corrente costante di intensità indicata in uno specifico arco di tempo prima di scaricarsi, cioè fino a quando la sua tensione scende fino al suo cut-off Voltage.
A titolo di esempio, una normale batteria automobilistica 12V con capacità 100Ah riferiti a 20 ore, può fornire 100/20=5 ampere costanti per 20 ore prima che la sua tensione scenda a 10,50 volt e sia quindi considerata scarica.
In funzione della consistenza del carico applicato - se massimo o minimo - la batteria fornirà minore o maggiore corrente complessiva, variando il tempo in cui si scarica in maniera inversamente proporzionale: maggiore è l'intensità di carico, prima la batteria si scaricherà, erogando complessivamente meno corrente che con un carico di minore intensità.
Per rendere comparabili le capacità delle varie batterie, in genere si fornisce il dato di Ah riferito ad uno specifico arco di tempo; sebbene si possa essere portati a interpretare quale riferimento temporale il periodo di 1 ora, spesso si prendono invece a riferimento altri valori di tempo, il più delle volte 20 ore, oppure 5, 10 o 100, ma in alcuni casi si fornisce la capacità anche per periodi di tempo inferiori all'ora, fino a pochi minuti; per indicare che la capacità è riferita a 20 ore, si indica ad esempio "C20", o "C/20" ma pure "0,05C", mentre per capacità riferite a frazioni di ora, in genere si indica la frazione d'ora prima della "C", ad esempio per 1/2 di ora - 30 minuti - si indica "2C".
Il valore C-rate si intende quanto più alto quanto più è riferito a brevi tempi: 30C (2 minuti) è un valore c-rate maggiore di 2C (30 minuti), o 0,10C (10 ore), etc.

Moltiplicando la capacità di targa per il numero posto prima della "C" si ottiene la massima corrente di scarica relativa al tempo identificato dal numero (10Ah 2C=per 30 minuti può essere fornita una corrente di 10*2=20 ampere ; 10Ah 0,05C=per 20 ore può essere fornita una corrente di 10*0,05=0,5A=500mAh); una batteria con alti valori di c-rate come un batteria Li-Po (lithium polymer battery) con capacità nominale di 1300mAh (1,3Ah) può riportare di supportare un indice di scarica pari a 95C: ciò significa che quando completamente carica quella batteria può fornire 1,3Ah * 95 = 123,5A per 1/95 di ora prima di esaurirsi.
| C-rate | (notazioni alternative)    | tempo di riferimento     |
| 95C    |                            | 1/95 di ora (38 secondi) |
| 60C    |                            | 1/60 di ora (1 minuto)   |
| 30C    |                            | 1/30 di ora (2 minuti)   |
| 20C    |                            | 1/20 di ora (3 minuti)   |
| 10C    | C0.1, C/0.1, C1/10         | 1/10 di ora (6 minuti)   |
| 6C     | C0.16, C/0.16, C1/6        | 1/6 di ora (10 minuti)   |
| 5C     | C0.2, C/0.2, C1/5          | 1/5 di ora (12 minuti)   |
| 2C     | C0.5, C/0.5, C1/2          | 1/2 di ora (30 minuti)   |
| 1C     | C1, C/1, C1                | 1 ora (60 minuti)        |
| 0.5C   | C2, C/2, C2                | 2 ore                    |
| 0.2C   | C5, C/5, C5                | 5 ore                    |
| 0.10C  | C10, C/10, C10             | 10 ore                   |
| 0.05C  | C20, C/20, C20, /20h, @20h | 20 ore                   |
| 0.01C  | C100, C/100, C100          | 100 ore                  |

A seconda della chimica della batteria, scaricare effettivamente e ripetutamente la batteria fino al suo cut-off voltage ne può tuttavia ridurre più o meno consistentemente l'aspettativa di vita; nelle batterie piombo-acido e derivate, in particolare, per prolungare il ciclo di vita viene spesso consigliato di limitare la scarica a voltaggi/tempi ampiamente lontani da quelli estremi supportati (es.: non far scendere il voltaggio sotto 11,50 volt, o diminuire a 50% il tempo di utilizzo espresso dal c-rate). Al contrario, altre batterie come quelle Nichel-Cadmio necessitano comunque di effettuare scarica completa prima della ricarica, pena l'effetto memoria.
Oltre al valore nominale di capacità della batteria e il tempo a cui viene riferito, per interpretare correttamente le varie possibilità di carico si utilizzano le curve di scarica a 25 °C e le tabelle di scarica a 25 °C in ampere e in watt costanti normalmente riportate nella scheda tecnica della batteria, tramite le quali è possibile stabilire quali intensità/tempi possono essere ottenuti dalla batteria anche per C-rates diversi da quello indicato per il valore di targa.

### Capacità di riserva (RC)
La capacità di riserva ("Reserve capacity", "rc") viene espressa in minuti, ed indica per quanto tempo una batteria completamente carica può fornire una corrente costante di 25 Ampere alla temperatura di 27 °C prima di scaricarsi; tale parametro deriva dal settore automobilistico delle normali auto a combustione, da cui prende a riferimento l'assorbimento di corrente tipico di tali autoveicoli durante la marcia, e serve a riportare per quanto tempo le normali necessità elettriche di un autoveicolo in funzione possono essere sostenute esclusivamente da tale batteria in caso di guasto nel relativo sistema di ricarica (alternatore/cinghia alternatore).
Empiricamente si nota che risulta essere un numero poco inferiore al doppio del valore della capacità in Ah della batteria riferito a 20 ore (es: 80Ah@20h, RC=140).

## Sottomultipli
Il milliampere-ora è un sottomultiplo dell'ampere-ora, pari a un millesimo di amperora. Il suo simbolo è mAh, ma si può trovare anche scritto come mA·h. Essendo una misura abbastanza piccola, è utilizzata soprattutto nella misura della carica di batterie stilo tascabili o comunque di dimensioni ridotte. Equivale anche a un milliampere erogato per 3600 secondi (1 ora). 
Conoscendo la tensione della batteria, si può ottenere la carica in milliamperora partendo dall'equivalente in Wattora con la seguente formula:{\displaystyle Wh\times 1000/V=mAh}. Ad esempio, una batteria da 95Wh a 7,3V ha una carica di {\displaystyle 95Wh\times 1000/7,3V\simeq 13013mAh}.
Il milliampere-ora è l'unità di misura della capacità delle moderne batterie degli smartphone. 
Una batteria ricaricabile con una capacità elettrica di 25 000 mAh potrebbe (teoricamente) ricaricare 10 volte uno smartphone con capacità di 2 500 mAh. In pratica, durante la ricarica gran parte dell'energia si disperde e il rendimento si attesta intorno al 60%. Il 40% dell'energia della batteria si disperde in perdite dovute al calore dissipato, al consumo del sistema di stabilizzazione della tensione, agli eventuali led o display di segnalazione che consumano energia dalla batteria stessa.